# Adrian (Geòrgia)
Adrian és una població dels Estats Units a l'estat de Geòrgia. Segons el cens del 2000 tenia 579 habitants.

## Demografia
Segons el cens del 2000, Adrian tenia 579 habitants, 230 habitatges, i 163 famílies. La densitat de població era de 162 habitants per km².
Dels 230 habitatges en un 29,1% hi vivien nens de menys de 18 anys, en un 47,4% hi vivien parelles casades, en un 19,6% dones solteres, i en un 29,1% no eren unitats familiars. En el 26,5% dels habitatges hi vivien persones soles el 14,3% de les quals corresponia a persones de 65 anys o més que vivien soles. El nombre mitjà de persones vivint en cada habitatge era de 2,52 i el nombre mitjà de persones que vivien en cada família era de 3,06.
Per edats la població es repartia de la següent manera: un 28% tenia menys de 18 anys, un 7,1% entre 18 i 24, un 26,6% entre 25 i 44, un 20,6% de 45 a 60 i un 17,8% 65 anys o més.
L'edat mediana era de 36 anys. Per cada 100 dones de 18 o més anys hi havia 73 homes.
La renda mediana per habitatge era de 18.281 $ i la renda mediana per família de 28.750 $. Els homes tenien una renda mediana de 26.607 $ mentre que les dones 21.071 $. La renda per capita de la població era d'11.359 $. Entorn del 21,4% de les famílies i el 28,2% de la població estaven per davall del llindar de pobresa.

## Poblacions més properes
El següent diagrama mostra les poblacions més properes.